# Salvifici doloris

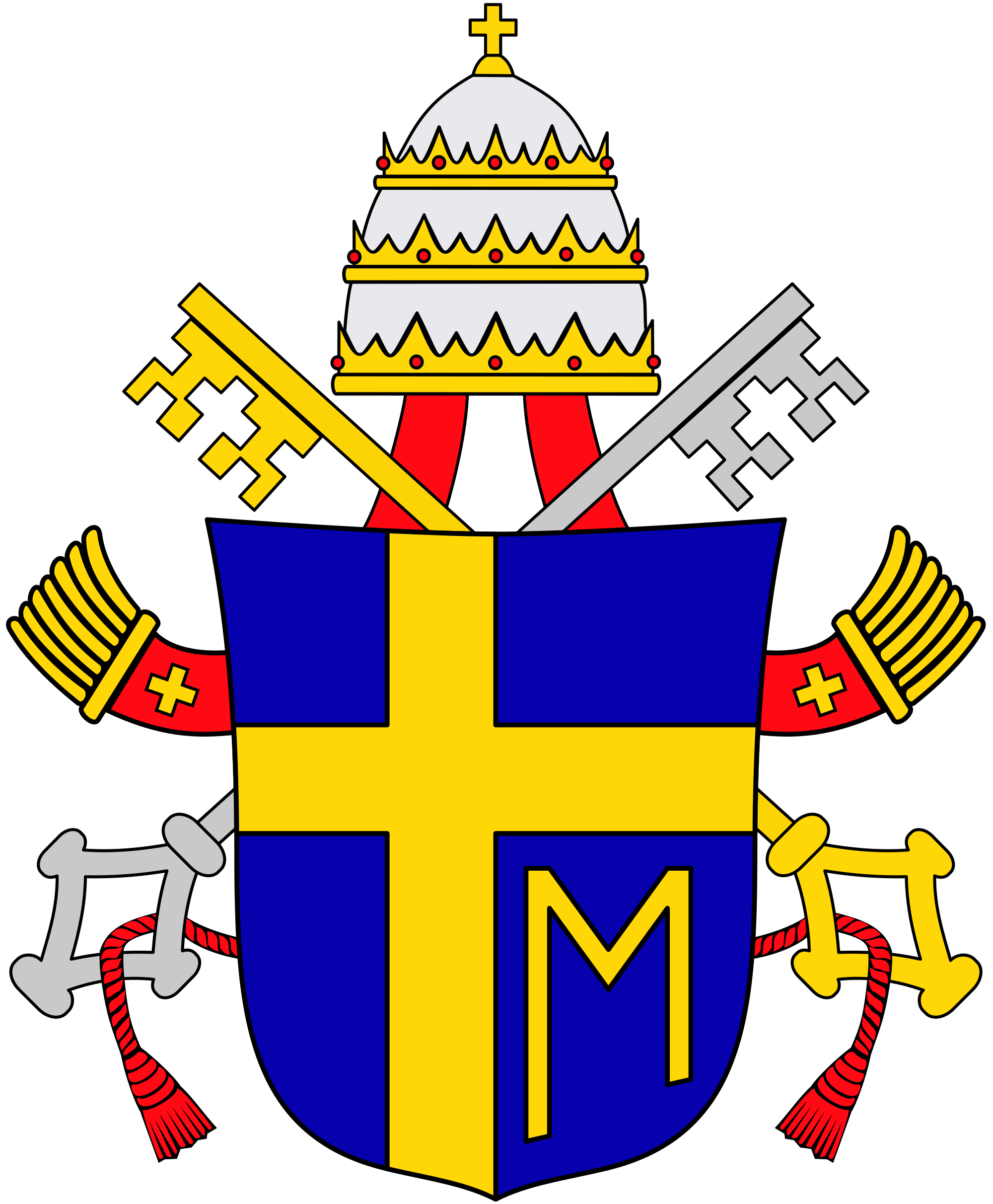
Brasão pontifício de João Paulo II

Salvifici doloris é uma Carta Apostólica do Papa João Paulo II, em que discorre sobre o sentido cristão do sofrimento humano. Foi publicada em 11 de fevereiro de 1984.

## Esquema
O documento possui o seguinte esquema:
- I Introdução.
- II O mundo do sofrimento humano.
- III Em busca da resposta à pergunta sobre o sentido do sofrimento.
- IV Jesus Cristo: o sofrimento vencido pelo amor.
- V Participantes dos sofrimentos de Cristo.
- VI O Evangelho do sofrimento.
- VII O bom samaritano.
- VIII Conclusão.

## Principais ideias
Nesta Carta Apostólica, João Paulo II escreveu que:
| “ | Tal é o sentido do sofrimento: verdadeiramente sobrenatural e, ao mesmo tempo, humano; é sobrenatural, porque se radica no mistério divino da Redenção do mundo; e é também profundamente humano, porque nele o homem se aceita a si mesmo, com a sua própria humanidade, com a própria dignidade e a própria missão. | ” |

| “ | No programa messiânico de Cristo, que é ao mesmo tempo o programa do reino de Deus, o sofrimento está presente no mundo para desencadear o amor, para fazer nascer obras de amor para com o próximo, para transformar toda a civilização humana na "civilização do amor". Com este amor é que o significado salvífico do sofrimento se realiza totalmente e atinge a sua dimensão definitiva. As palavras de Cristo sobre o juízo final permitem compreender isto, com toda a simplicidade e clareza típicas do Evangelho: "tudo o que fizestes a um destes meus irmãos mais pequeninos, a mim o fizestes" e sentença contrária caberá aos que tiverem se comportado diversamente. | ” |

| “ | Estas palavras sobre o amor, sobre os actos de caridade relacionados com o sofrimento humano, permitem-nos descobrir, uma vez mais, por detrás de todos os sofrimentos humanos, o próprio sofrimento redentor de Cristo. […] Cristo está presente em quem sofre, pois o seu sofrimento salvífico foi aberto de uma vez para sempre a todo o sofrimento humano. E todos os que sofrem foram chamados, de uma vez sempre, a tornarem-se participantes « dos sofrimentos de Cristo ». Assim como todos foram chamados a « completar » com o próprio sofrimento « o que falta aos sofrimentos de Cristo ». Cristo ensinou o homem a fazer bem com o sofrimento e, ao mesmo tempo, a fazer bem a quem sofre. Sob este duplo aspecto, revelou cabalmente o sentido do sofrimento. | ” |